# Michael Winterbottom
Michael Winterbottom, nacido el 29 de marzo de 1961 en Blackburn, Lancashire, es un prolífico director británico que ha dirigido dieciséis películas en los últimos trece años. Empezó su carrera en la televisión británica antes de hacer cine. Tres de sus películas — Welcome to Sarajevo, Wonderland y 24 Hour Party People—han participado en el Festival de Cine de Cannes.

## Biografía
Winterbottom fue a la escuela Queen Elizabeth's Grammar School en Blackburn, realizando sus estudios de enseñanza secundaria en tan solo cuatro años, empezando entonces en la Universidad de Oxford, antes de ir a la Escuela de Cine de la Universidad de Bristol.
Tiene dos hijas de su relación con la escritora Sabrina Broadbent de la cual está divorciado en la actualidad. En 2004 su exesposa publicó su primera novela, Descent, una novela de ficción acerca de una relación de pareja durante la última década del siglo XX. Es la historia de “una enfermera psiquiátrica, extrañamente obnubilada, esposa, madre e hija, que intenta mantener a flote demasiadas cosas mientras todo se derrumba, dentro y fuera. Su marido es un director, normalmente ausente, de películas de autor, de bajo presupuesto". Como Winterbottom, el director de cine pierde carteras con guiones  y relaciones "con alarmante frecuencia". Broadbent vive en el área de Crouch End en el norte de Londres con sus dos hijas.

## Carrera artística

### Televisión
La carrera en televisión de Winterbottom incluye proyectos como la serie de misterio de Jimmy McGovern Cracker, los Misterios del inspector Alleyn, dos documentales acerca de Ingmar Bergman, numerosas películas para televisión y un episodio de la serie Cinema Europe: The Other Hollywood, centrándose en el cine mudo escandinavo. También dirigió la miniserie Familia, escrita por Roddy Doyle, centrándose cada uno de los cuatro episodios de los que consta la serie, en un miembro diferente de una familia trabajadora de Dublín. Esta miniserie fue el primer trabajo que llamó la atención del público, cuando fue editada como largometraje.

### Películas
Su primera película cinematográfica, Butterfly Kiss (1995), estableció su intenso sentido visual, un estilo que busca la naturalidad y un cautivador uso de las canciones pop para reforzar la narrativa. La historia trata el deambular de una chica desequilibrada, lesbiana y asesina en serie, y su sumisa amante a través de las autopistas del norte de Inglaterra. Esta película tuvo una salida limitada en el mercado. 
Ese mismo año, se reunió de nuevo con Jimmy McGovern, para Go Now (1995), realizada para la televisión BBC. Es la historia de un joven que cae enfermo de esclerosis múltiple justo cuando acaba de conocer al amor de su vida. Se centra en la inquietud que esto crea en la pareja. La película fue estrenada en cines de muchos países, incluyendo los EE. UU.
Jude
En 1996 adaptó su novela favorita, el clásico de Thomas Hardy Jude el Oscuro, la historia de amor prohibido entre dos primos, historia que escandalizó tanto a la sociedad británica cuando salió publicada en 1895 que Hardy dejó de escribir novelas. No fue el primer acercamiento de Winterbottom a esa obra, ya que había ya filmado la secuencia de la matanza del cerdo una vez en la escuela de cine. Protagonizada por Christopher Eccleston y Kate Winslet, Jude trajo a Winterbottom amplio reconocimiento, su primera proyección en el Festival de Cannes y numerosas ofertas de Hollywood, rechazándolas todas finalmente.
Bienvenidos a Sarajevo (Welcome to Sarajevo)
 Bienvenidos a Sarajevo  (1997) se rodó en la misma Sarajevo, solo pocos meses después de que terminase el sitio de Sarajevo, añadiéndole una gran autenticidad e intercalando frecuentemente material real de los combates. La película está basada en la historia real de un reportero, Michael Nicholson, quien ayudó a una niña huérfana a salir de la zona de guerra.
I Want You   y   With or Without You
Las siguientes dos películas tuvieron dificultades para su distribución y se vieron poco. I want you (1998) es un thriller sexual neo-noir, rodada con unos fuertes colores primarios por el director de fotografía polaco Slawomir Idziak, situada en una decadente zona de playa. Protagonizada por Rachel Weisz y Alessandro Nivola, se centra más en la atmósfera del lugar que en la trama, y está inspirada por la canción de Elvis Costello, del mismo nombre. With or Without you (1999), protagonizada por Christopher Eccleston, es una comedia ligera, situada en Belfast, sobre una pareja que está intentando desesperadamente tener un hijo, cuando de repente entran en escena antiguas parejas de él y de ella.
Wonderland
Wonderland (1999) marcó un claro cambio de estilo para Winterbottom: se volvió más libre, con una visión más natural, cámara en mano, con unos diálogos frecuentemente improvisados, que muestran paralelismos con Robert Altman. Cuenta con la participación de Gina Mckee, Shirley Henderson, John Simm, Ian Hart y Stuart Townsend. Es la historia de tres hermanas y sus familias durante el fin de semana de Guy Fawkes en Londres. Todos los dispares elementos de esta película se relacionan entre sí por la banda sonora del compositor minimalista Michael Nyman, quien se convertiría en frecuente colaborador de Winterbottom.
El perdón (The Claim)
A este proyecto le siguió la película con mayor presupuesto que ha dirigido hasta el momento Winterbottom: El perdón (2001), una adaptación del libro de Thomas Hardy El alcalde de Casterbridge, situada en los años 60 del siglo XIX en California. Fue rodada con un presupuesto de 20 millones de dólares, en tierras vírgenes de Canadá. No fue un éxito financiero y resultó una dura prueba, con el propio Winterbottom sufriendo la congelación de sus orejas durante el rodaje. La producción se preparó previamente para rodar en España, con los decorados ya construidos, pero finalmente la financiación no salió adelante. Se hicieron intentos por contratar a Madonna, en un papel que finalmente interpretó Milla Jovovich. Muchos de los detalles de producción y de las dificultades se explicaron al público en la página web oficial de una manera inusualmente franca.
24 Hour Party People
24 Hour Party People (2002) documenta el anárquico ascenso y caída del influyente sello Factory Records, y la escena musical en Mánchester desde finales de los 70 hasta mediados de los 90, a través del mítico club The Haçienda y de tres grupos emblemáticos: Joy Division, New Order y Happy Mondays. Es tanto una oda a la ciudad de Mánchester como historia de la música contemporánea. La película está protagonizada por Steve Coogan quien encarna al influyente personaje de la escena musical y presentador de televisión, Tony Wilson.
En este mundo (In This World)
In this World (2002), describe el terrible viaje de dos refugiados afganos desde Pakistán a través de Oriente Medio y Europa hasta Gran Bretaña, a la cual intentan entrar con la ayuda de contrabandistas. La idea de In this World surge de la reacción de Winterbottom ante las últimas elecciones de Gran Bretaña, en las que el partido laborista mostró una abierta hostilidad respecto al tema de la inmigración. Fue rodada en video digital, con actores no profesionales que habían vivido los eventos de la película. Todo ello unido a su cautivadora forma de captar la realidad le trajo numerosos premios a Winterbottom, incluyendo un Oso de Oro, y un BAFTA, como mejor película de habla no inglesa.
Código 46 (Code 46)
La misteriosa, futurista y romántica Código 46 (2003), es una revisión del mito de Edipo, en un mundo donde la clonación ha creado gente tan interrelacionada que unas estrictas leyes (el código 46 del título) gobiernan la reproducción humana. Esencialmente es una película de cine negro, que sigue a un investigador de fraudes interpretado por Tim Robbins, quien investiga a una “mujer fatal” interpretada por Samantha Morton. Los altamente estilizados escenarios de la película fueron creados con un limitado presupuesto, llevando al pequeño equipo de rodaje alrededor del mundo, rodando en lugares que parecen sacados del futuro. La mayoría de la película fue rodada en Shanghái, mientras Dubái y Rajasthan en la India, fueron también de forma muy diversa, mezclados para crear una cultura crisol  y multiétnica.
9 canciones (9 Songs)
9 Canciones se estrenó en 2004, despertando una gran atención en los medios de comunicación por ser la película más sexualmente explícita y recibir el certificado BBFC para su estreno en el Reino Unido. Sigue una relación de pareja de un año entre dos amantes, casi exclusivamente a través de su interacción sexual y varios conciertos de rock a los que la pareja acude. Durante esos conciertos suenan las nueve canciones del título de la película, que se dio a conocer en el Reino Unido por sus cándidas escenas de indisimulado sexo entre sus protagonistas Kieran O'Brien y Margo Stilley.
 Tristram Shandy: A Cock and Bull Story
Su siguiente película fue Tristram Shandy: A Cock and Bull Story (2006), una adaptación de la famosa novela, imposible de filmar La vida y opiniones del caballero Tristram Shandy, una de las primeras novelas que se escribieron. Shandy es un narrador tan fácilmente distraído relatando la historia de su vida que al final del libro todavía no había llegado a su propio nacimiento. La película asimismo trata acerca de cómo tratan de hacer una película de Tristam Shandy, y la imposibilidad de esa tarea. Además trata de la imposibilidad de capturar la complejidad de la vida en una obre de arte, aunque con el valor de haberlo intentado. Steve Coogan la protagoniza como el mismo y como Shandy. La película también marca el final de la larga colaboración de Winterbottom con el escritor Frank Cottrell Boyce, quien eligió aparecer en los créditos de la película bajo el seudónimo de Martin Hardy.
Camino a Guantánamo (The Road to Guantanamo)
Camino a Guantánamo (2006), es un docudrama acerca de los "Tipton Three", los tres musulmanes británicos capturados por fuerzas estadounidenses en Afganistán, que pasaron dos años como prisioneros en la cárcel de la Base Naval de la Bahía de Guantánamo como presuntos combatientes enemigos. Fue rodada en Afganistán, Pakistán e Irán (que sustituyó al Centro de detención de Guantánamo) a finales del ano 2005. Fue premiada en la Berlinale el 14 de febrero de 2006. Se estrenó en el Reino Unido en televisión, el 9 de marzo, en el canal de televisión que la financió: Channel 4.
Un corazón invencible (A Mighty Heart)
Un Corazón Invencible (2007), está basada en el libro de Mariane Pearl, esposa del periodista asesinado Daniel Pearl.  La película está protagonizada por Angelina Jolie y se centra en la búsqueda de una embarazada Mariane por encontrar a su marido desaparecido en Pakistán en el ano 2002. Producida por la pareja de Jolie, Brad Pitt, fue rodada a finales de 2006 en la India, Pakistán y Francia, y fue estrenada fuera de competición el 21 de mayo de 2007 en el Festival de Cine de Cannes.
Génova
Génova (2008), es un drama familiar acerca de un inglés, interpretado por Colin Firth, quien se traslada a Italia junto a sus dos hijas americanas tras la muerte de su esposa. Una vez allí, la hija mayor comienza a explorar su sexualidad  mientras que la más joven empieza a ver al fantasma de su madre. Aparecen además de Firth, Catherine Keener y Hope David, y fue rodada en Génova, Italia, durante el verano de 2007. Fue escrita por el guionista de Wonderland Lawrence Coriat. Fue estrenada en Festival de Cine de Toronto del ano 2008, ganando Winterbottom ese mismo ano la Concha de Plata como mejor director en el Festival Internacional de Cine de San Sebastián, por esta película.
La doctrina del Shock (The Shock Doctrine)
Tras Génova ha realizado un documental basado en el libro de Naomi Klein La doctrina del shock. Para este proyecto se volvió a reunir con el que fuese codirector de Camino a Guantánamo Mat Whitecross, para volver a codirigir este documental, siendo narrado por la propia autora Naomi Klein. Este documental fue estrenado en el Festival de Cine de Berlín del año 2009.

### Proyectos futuros
The Killer Inside Me, basada en la novela negra de Jim Thompson de 1952, está en fase de producción. Filmada en Oklahoma, estará protagonizada por Casey Affleck, Elias Koteas y Jessica Alba. También en proceso de producción se encuentra London Fields. Adaptación de la novela de Martin Amis, trata de una  médium que, habiendo sucumbido a una serie de falsas premoniciones, lucha contra su visión final. Forzada a visitar un sombrío pub, encontrará en él dos hombres diferentes, uno de los cuales podría ser su asesino.
Se han anunciado planes de empezar a rodar Murder in Samarkand, basada en las memorias del antiguo embajador británico en Uzbekistán, Craig Murray, quien fue expulsado después de atraer la atención pública hacia el violento gobierno de Islom Karimov, que americanos y británicos patrocinaban. La película reúne nuevamente a Winterbottom y Steve Coogan, quien interpretar a Murray. El guion está escrito por David Hare.
También debemos reseñar su proyecto Seven Days, en el que ya ha empezado a trabajar pero que no se estrenará hasta el año 2012. Protagonizado por John Simm, quien interpreta a un convicto encerrado por contrabando de estupefacientes, cuenta la relación con su mujer, interpretada por Shirley Henderson. La película está siendo rodada durante unas pocas semanas cada año, durante los próximos cinco años para reflejar el paso del tiempo del convicto en prisión y conseguir un auténtico proceso de envejecimiento. Está escrita por Winterbottom y Laurence Coriat.

## Filmografía
| Título en español                      | Título en original                     | Año  |
| -------------------------------------- | -------------------------------------- | ---- |
| Ingmar Bergman: The Magic Lantern      | Ingmar Bergman: The Magic Lantern      | 1988 |
| Rosie the Great (TV)                   | Rosie the Great (TV)                   | 1989 |
| Forget About Me                        | Forget About Me                        | 1990 |
| Under the sun                          | Under the sun                          | 1992 |
| Love Lies Bleeding                     | Love Lies Bleeding                     | 1993 |
| Cracker (episodio pìloto)              | Cracker (episodio pìloto)              | 1993 |
| Family                                 | Family                                 | 1994 |
| Besos de mariposa                      | Butterfly Kiss                         | 1995 |
| Go Now!                                | Go Now!                                | 1996 |
| Jude                                   | Jude                                   | 1996 |
| Bienvenidos a Sarajevo                 | Welcome to Sarajevo                    | 1997 |
| I want you                             | I want you                             | 1998 |
| Wonderland                             | Wonderland                             | 1999 |
| Contigo o sin ti                       | With or Without You                    | 1999 |
| El perdón                              | The Claim                              | 2000 |
| 24 Hour Party People                   | 24 Hour Party People                   | 2002 |
| Código 46                              | Code 46                                | 2003 |
| Nueve canciones                        | 9 Songs                                | 2004 |
| Tristram Shandy: A Cock and Bull Story | Tristram Shandy: A Cock and Bull Story | 2006 |
| Camino a Guantánamo                    | The Road to Guantanamo                 | 2006 |
| Un corazón invencible                  | A Mighty Heart                         | 2007 |
| Génova                                 | Génova                                 | 2008 |
| La doctrina del shock                  | The Shock Doctrine                     | 2009 |
| El demonio bajo la piel                | The Killer Inside Me                   | 2010 |
| The Trip                               | The Trip                               | 2010 |
| The Trip                               | The Trip                               | 2010 |
| 60 Seconds of Solitude in Year Zero    | 60 Seconds of Solitude in Year Zero    | 2011 |
| Trishna                                | Trishna                                | 2011 |
| Everyday                               | Everyday                               | 2012 |
| The Look of Love                       | The Look of Love                       | 2013 |
| Viaje a Italia                         | The Trip to Italy                      | 2014 |
| El rostro de un ángel                  | The Face of an Angel                   | 2014 |
| El traje nuevo del emperador           | The Emperor's New Clothes              | 2015 |
| On the Road                            | On the Road                            | 2016 |
| The Trip to Spain                      | The Trip to Spain                      | 2017 |
| Buscando la libertad                   | The Wedding Guest                      | 2018 |
| Greed                                  | Greed                                  | 2019 |
| Viaje a Grecia                         | The Trip to Greece                     | 2020 |

## Premios y distinciones
Festival Internacional de Cine de San Sebastián
| Año  | Categoría                         | Película | Resultado |
| ---- | --------------------------------- | -------- | --------- |
| 2008 | Concha de plata al Mejor Director | Génova   | Ganador   |